# Soñar despierto

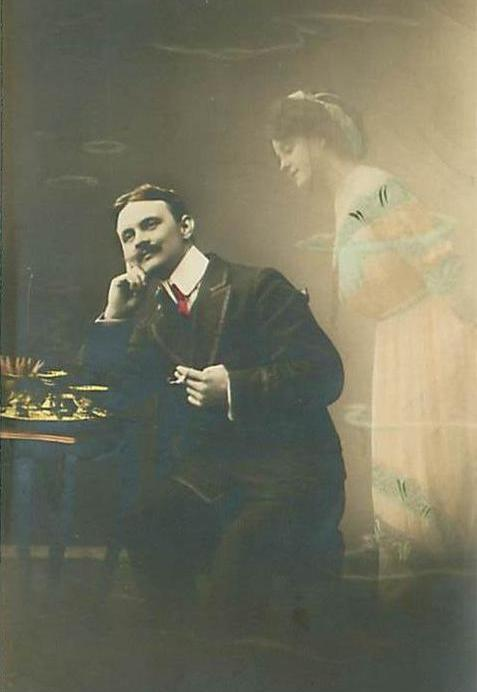
Señor soñando despierto en 1912.

Soñar despierto (en inglés, Daydreaming) es un breve desprendimiento del entorno de una persona durante la cual el contacto con la realidad se distorsiona y se substituye parcialmente por una fantasía visual, especialmente repleta de pensamientos placenteros, esperanzas o ambiciones las cuales se imaginan como inminentes y son experimentadas mientras se está despierto.
Hay muchos tipos de sueños conscientes, y no existe una definición compatible entre psicólogos, aun así las características que comparten son comunes a todas las formas de sueño consciente conoce los criterios para disociación suave.

## Sociedad y los aspectos negativos en contraste con los aspectos positivos

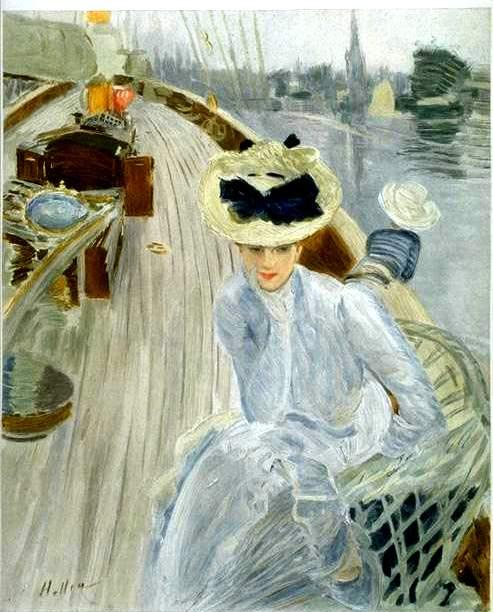
Sueño despierto Por Paul César Helleu.

Los aspectos negativos de los sueños conscientes se han enfatizado sobre el trabajo humano dirigido por el accionar de herramientas y máquinas. A medida que la producción artesanal era en gran parte reemplazada por las líneas de ensamblaje que dejaban poco espacio para la creatividad, no quedó casi ningún aspecto positivo para los sueños conscientes, los cuales no solo fueron asociados a la pereza, sino también al peligro. 
Por ejemplo, a finales del siglo XIX, Toni Nelson argumentó que algún sueño consciente con delirios de grandeza son intentos autogratificantes de "cumplimiento de deseos". En la década de 1950, algunos psicólogos educativos advirtieron a los padres no dejar que sus niños sueñen despiertos, para temor a que los niños puedan ser inducidos a la "neurosis e incluso psicosis".[cita requerida]

## Estudios psicológicos
La psicología freudiana interpretó los sueños despiertos o conscientes como una expresión de los instintos reprimidos similares a aquellos que se revelan en los sueños. Al igual que los sueños, los sueños conscientes, también, son un ejemplo de realización de deseo (basado en experiencias de la infancia), y se les permite emerger debido a censura relajada. Él señaló que, en contraste a los sueños que se tienen estando dormido, los cuales a menudo son confusos e incoherentes, pareciera existir un proceso de "revisión secundaria" en fantasías que las hace más lúcidas, como los sueños despiertos. El estado de sueño consciente es una clase de estado liminal entre estar despierto (con la capacidad de pensar racionalmente y lógicamente) y durmiendo. Estos poseen una relación muy similar a las memorias de niñez de las cuales están derivados al igual que algunos palacios Barrocos de Roma a las ruinas antiguas cuyo pavimentos las columnas han proporcionado el material para las estructuras más recientes.
A finales de la década de 1960, los psicólogos cognitivos Jerome L. Singer de la Universidad de Yale y John S. Antrobus de la Universidad de la Ciudad de Nueva York, crearon un cuestionario de sueños conscientes. Dicho cuestionario, llamado el Inventario de Procesos Imaginarios (IPI por sus siglas en inglés), se ha utilizado para investigar los sueños despiertos. Los Psicólogos Leonard Giambra y George Huba utilizaron el IPI y descubrieron que las imágenes imaginarias de los soñadores conscientes varían en tres maneras: qué tan vívido y disfrutable es el sueño, cuántos sueños conscientes de culpa o atemorizantes tienen, y cuan "profundamente" se adentran las personas al sueño consciente.
La Psicología humanística por otro lado, encontró ejemplos numerosos de personas en carreras creativas o artísticas, como compositores, novelistas y cineastas, desarrollando ideas nuevas a través de los sueños conscientes. De modo similar, los científicos investigadores y los matemáticos han desarrollado ideas nuevas mediante sueños activamente conscientes sobre sus áreas de especialización.[cita requerida]

## Investigación reciente
La investigación de Eric Klinger en la década de 1980 mostró que la mayor parte de los sueños despiertos son acerca de acontecimientos normales diarios y ayudan a recordar tareas mundanas. Dicha investigación de Klinger también mostró que más del 75% de trabajadores en "trabajos aburridos", como socorristas y camioneros, utilizan los sueños conscientes vívidos para "aliviar el aburrimiento" de sus tareas rutinarias. Klinger encontró que menos del 5% de los sueños conscientes de los trabajadores implicaron pensamientos sexuales explícitos y que los sueños conscientes violentos eran también poco comunes.
Los estudiantes de secundaria israelíes que obtuvieron un puntaje alto en la Escala de Sueños Conscientes del IPI tuvieron más empatía que los estudiantes que obtuvieron puntajes bajos. Algunos psicólogos utilizan el imaginario mental creado durante los sueños conscientes de sus pacientes para ayudar a hacerse una idea de su estado mental y hacer un diagnóstico más certero.
Otras investigaciones recientes también han mostrado que soñar despierto, al igual que los sueños que se tienen al estar dormido, son un momento cuando el cerebro consolida los aprendizajes obtenidos. Soñar despierto puede ayudar también a personas a superar problemas y conseguir el éxito. La investigación con imágenes de resonancia magnética muestra que ciertas áreas del cerebro asociadas con la resolución de problemas complejos se activan durante los episodios de sueños conscientes.
La investigación llevada a cabo por el psicólogo de Harvard Deirdre Barrett descubrió que las personas quiénes experimentan sueños vívidos similares a las imágenes mentales, se reservan hablar de dichos episodios, mientras que muchas otras personas cuándo hablan sobre "soñar despiertos" hacen referencia a imágenes más suaves, planificación futura realista, revisión de memorias pasadas, o simple "esparcimiento".